# Anisotremus scapularis
Anisotremus scapularis is een  straalvinnige vissensoort uit de familie van grombaarzen (Haemulidae). De wetenschappelijke naam van de soort is voor het eerst geldig gepubliceerd in 1846 door Tschudi.
De soort staat op de Rode Lijst van de IUCN als niet bedreigd, beoordelingsjaar 2007.